# Store Damme
Store Damme is een plaats in de Deense regio Seeland, gemeente Vordingborg. De plaats telt 618 inwoners (2008).